# Lethe byzaccus
Lethe byzaccus är en fjärilsart som beskrevs av Hans Fruhstorfer 1911. Lethe byzaccus ingår i släktet Lethe och familjen praktfjärilar. Inga underarter finns listade i Catalogue of Life.